# Leon Biliński
Leon Ritter von Biliński, född 15 juni 1846 i Zaleszczyki, Galizien (numera Ukraina), död 14 juni 1923 i Wien, var en österrikisk nationalekonom och politiker.
Biliński blev 1868 docent och 1874 ordinarie professor i nationalekonomi vid Lembergs universitet. År 1875 invaldes han i galiziska hushållningssällskapets centralkommitté; 1878 blev han ledamot av Galiziens lantdag och invaldes 1883 i österrikiska "riksrådet" (riksdagen). Efter att från 1892 ha varit president i generaldirektionen över statens järnvägar, satt han i två år (1895–97) såsom finansminister i Kasimir Felix Badenis kabinett och blev 1900 guvernör för österrikisk-ungerska nationalbanken samt 1901 medlem av herrehuset.
Biliński var under tiden februari 1909 till januari 1911 åter finansminister, i Richard von Bienerth-Schmerlings ministär, samt därefter under tiden februari 1912 till februari 1915 gemensam österrikisk-ungersk finansminister. Som sådan tillhörde han juli 1914 de ivrigaste påyrkarna i österrikisk-ungerska ministerrådet av stränga ultimatumfordringar mot Serbien, och han avgick kort efter sin meningsfrände, utrikesministern Leopold von Berchtold. Efter österrikisk-ungerska monarkins upplösning hösten 1918 blev han polsk medborgare och omtalades som medlem av en bland den nya polska republikens kortlivade första ministärer. Han författade flera betydande arbeten, särskilt i finansvetenskap, dels på polska och dels på tyska.